# Biblioteca Central de la Universidad Nacional de Mar del Plata
La Biblioteca Central de la Universidad Nacional de Mar del Plata es un servicio gratuito y público que brinda acceso a información bibliográfica en formato impreso y digital sobre diversas áreas del conocimiento. Su misión es promover y facilitar la igualdad en el acceso a la información en los diversos campos del saber y demás expresiones culturales, brindar apoyo a las actividades de investigación, docencia, extensión y gestión de la Universidad Nacional de Mar del Plata, estimular la creación de una cultura del valor y del significado de la información en la generación, desarrollo, incorporación y adaptación del conocimiento, en beneficio de una mejora de la calidad de vida de la comunidad.

## Historia
La creación de la biblioteca está vinculada a los orígenes de la Universidad Nacional de Mar del Plata desde los primeros años de conformación como institución de enseñanza superior. En febrero en 1962 se produce el primer hito, cuando por resolución Rectoral Nro. 3, se organiza la Biblioteca de la Universidad Provincial de Mar del Plata, tomando su estructura de la Biblioteca del Instituto Superior de Ciencias de la Educación. Su primer responsable fue el señor Jorge G. L. Tessitore. En 1964 asume como encargado de la Biblioteca el Sr. Ricardo E. Drault, quien realiza las primeras gestiones para la profesionalización del servicio, aunque no disponía de personal especializado en ese momento. En 1967 el Sr. Enrique A. Beltrame es nombrado como director del Departamento Bibliotecario y se crea el servicio de Hemeroteca encargada de gestionar la colección de publicaciones periódicas.
En 1970, la Biblioteca de la Universidad se traslada al edificio de Maipú 5225 en el actual sede de la Escuela de Enseñanza Media Nro.1, junto con las Facultades de Humanidades y la de Ciencias Económicas y Sociales. En 1980 finalmente se crea la estructura de la actual Biblioteca Central como parte de una política de mejoramiento de los servicios bibliotecarios de la institución y de ampliación de su carácter orgánico, modificando la misión y funciones del anterior Departamento de Biblioteca. Durante este proceso de reconfiguración de la biblioteca, bajo la dirección del Profesor Horacio Zabala, se centralizó el material bibliográfico de todas las bibliotecas paralelas. En 1987 la biblioteca comienza a funcionar en el anexo de la Facultad de Arquitectura en el Complejo Universitario ubicado en Funes 3250 donde pertenece hasta el año 2014, posteriormente se traslada en forma definitiva a un nuevo edificio mucho más amplio ubicado en Peña 4046 construido especialmente para contener las instalaciones de la Biblioteca Central.  

## Edificio
El edificio de la Biblioteca Central de la Universidad Nacional de Mar del Plata fue producto de un concurso abierto y público lanzado en el 2005 en el cual se presentaron varias propuestas para su evaluación. Para la realización de la obra fue seleccionado el proyecto presentado por los arquitectos Lemmi, Oxarango, y Rescia. Los trabajos se iniciaron en el año 2012 y la primera etapa finalizó dos años después permitiendo que la Biblioteca Central tuviera su propio edificio de 1800 m² (metros cuadrados) construido en hormigón a la vista.
El edificio se construyó en una zona rodeada de una amplia forestación perteneciente a la Reserva Forestal de la Manzana Navarro, un predio que alberga una importante variedad de especies autóctonas, entre ellas un ejemplar de Celtis Tala.

## Colecciones
La Biblioteca Central de la Universidad de Mar del Plata cuenta con un importante fondo bibliográfico y documental sobre las distintas disciplinas que se imparten en la Universidad Nacional de Mar del Plata. Está compuesta por más de 72 000 ejemplares de libros y monografías, 2180 títulos de publicaciones periódicas en papel y electrónicas y 615 obras en soportes alternativos (mapas, CD, fotografías, vídeos).

## Servicios bibliotecarios
La Biblioteca Central de la Universidad Nacional de Mar del Plata proporciona servicios a la comunidad universitaria y a la comunidad en general:

### Préstamos de libros y revistas
- Lectura en sala.
- Préstamo a domicilio.
- Renovaciones y reservas.
- Préstamo interbibliotecario.
- Acceso local y remoto a los recursos electrónicos.
- Catálogo informatizado en línea.

### Servicio de Información y referencia
- Información bibliográfica.
- Búsqueda y recuperación de información.
- Atención a personas con discapacidad.

### Salas de estudio
- Sala de estudio en planta baja con más de 100 puestos de lectura.
- Sala de estudio en el primer piso en la hemeroteca con 40 puestos de lectura.

## Áreas de la Biblioteca Central

### Referencia y circulación bibliográfica
Se realizan consultas y préstamos de libros. Asesoramiento en la Búsqueda de información sobre un tema y elaboración de listas bibliográficas a demanda de los usuarios.

### Hemeroteca
Brinda el Servicio de consulta de revista académicas, tesis de grado y posgrado y búsqueda de artículos científicos. Gestiona el intercambio con otras instituciones de libros y materiales que no posee la Biblioteca Central.

### Fondo antiguo
Está constituido por libros y revistas que tienen como característica específica su antigüedad, rareza o valor editorial. Entre su colección se encuentra material relacionado con Historia de Mar del Plata como fotos, postales, revistas y otros documentos.

### Centro de ventas
Se pueden adquirir libros editados por la editorial de la Universidad Nacional de Mar del Plata, de otras editoriales académicas y de aquellos libros pertenecientes a Paltex que reúne material vinculado con el área de Medicina. También se pueden comprar accesorios y artículos con el logo de la UNMDP.

### Extensión
Organiza actividades culturales, artísticas y académicas como visitas guiadas, talleres, charlas y exposiciones. También tiene a su cargo la gestión de las redes sociales de la Biblioteca Central.

### IRAM-ISBN
Difusión, acceso y distribución de documentos normativos, nacionales e internacionales del Instituto Argentino de Normalización y Certificación. Orientación y gestión del ISBN para publicaciones editadas por la Universidad Nacional de Mar del Plata.

## Red de Bibliotecas de la Universidad Nacional de Mar del Plata
La Red de Bibliotecas de la Universidad Nacional de Mar del Plata está formado por el conjunto de Centros de Documentación y Bibliotecas de las distintas Unidades Académicas, a las que se suma la Biblioteca Central. Estas Bibliotecas, que se encuentran en las distintas Facultades, están encargadas de ofrecer los servicios bibliotecarios a estudiantes, profesores e investigadores en las diferentes disciplinas.
- Biblioteca Facultad de Ingeniería.
- Biblioteca de la Escuela de Medicina
- Biblioteca “Arq. Fernando Pereyra Iraola”, Facultad de Arquitectura Urbanismo y Diseño.
- Biblioteca Instituto de Investigaciones Biológicas (FCEyN).
- Biblioteca Facultad de Derecho.
- Biblioteca Facultad de Ciencias Agrarias.
- Centro de Documentación de Arquitectura.
- Centro de Documentación de la Facultad de Psicología y Biblioteca CEPS.
- Servicio de Información Documental “Liliana Befumo de Boschi”, Facultad de Humanidades.
- Centro de Documentación de la Facultad de Ciencias Económicas y Sociales.